# Sunne församling, Karlstads stift
Sunne församling är en församling i Norra Värmlands kontrakt i Karlstads stift. Församlingen ligger i Sunne kommun i Värmlands län och ingår i Sunne pastorat.

## Administrativ historik
Församlingen har medeltida ursprung under namnet Sunds församling. Namnändring till det nuvarande namnet skedde 23 oktober 1891. 1751 utbröts Gräsmarks församling.
Församlingen var till 1765 moderförsamling i pastoratet Sund, Emtervik (Östra Ämtervik), Fryksände och Lysvik som från 1673 även omfattade Västra Ämterviks församling och från 1751 Gräsmarks församling. Från 1765 till 1 maj 1821 ingick församlingen i Frykdals pastorat där även församlingarna Gräsmark, Östra och Västra Ämtervik, Fryksände, Lysvik och Östmark ingick. Från 1 maj 1821 till 1 maj 1882 moderförsamling i pastoratet Sunne, Östra Ämtervik, Västra Ämtervik och Gräsmark för att därefter till 1962 utgöra ett eget pastorat. Från 1962 moderförsamling i pastoratet Sunne, Östra Ämtervik och Västra Ämtervik och där även Gräsmark ingick från 2002.
Före 1963 var församlingen delad av kommungräns och därför hade den två församlingskoder, 173501 för delen i Stora Sunne landskommun och 176600 för delen i Sunne köping.

## Organister
| Period    | Namn                | Levnadstid | Övrigt   |
| --------- | ------------------- | ---------- | -------- |
| 1731-1768 | Petter Faber        | 1709-1768  | Organist |
| 1770-1783 | Anders Söderman     | 1736-1783  | Organist |
| 1784-1787 | Karl Bergman        | 1758-1804  | Organist |
| 1789-1793 | Sakarias Anagrius   | 1761-1793  | Organist |
| 1793-1842 | Lars Georg Sjöholm  | 1772-1849  | Organist |
| 1842-1871 | Karl Petter Sjöholm | 1812-1871  | Organist |

## Kyrkor
- Sunne kyrka